# Psychrofyty

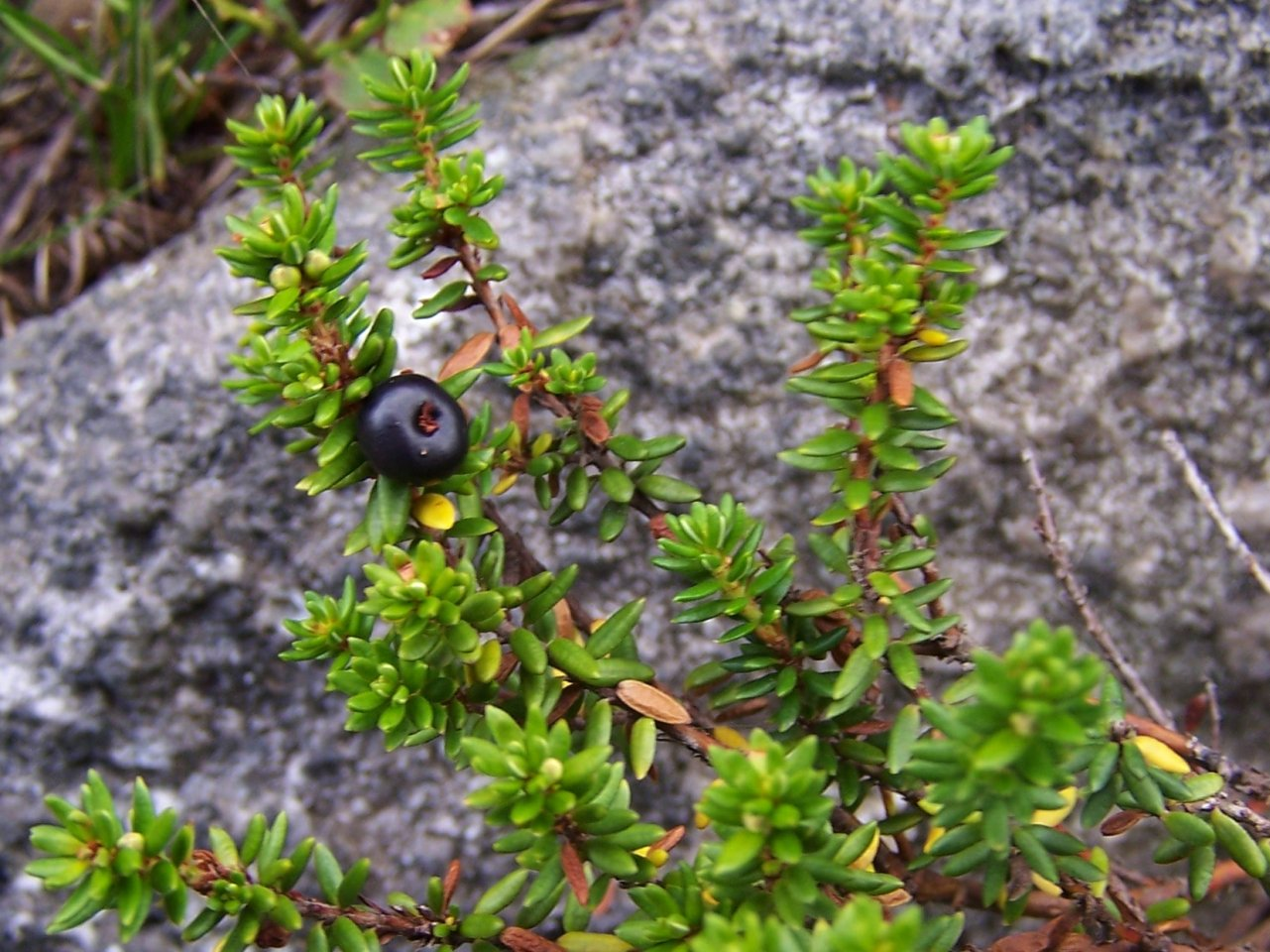
šicha černá, typický zástupce psychrofytů

Psychrofyty jsou rostliny žijící na vlhkých, ale chladných stanovištích. Během krátké vegetační sezóny jsou vystaveny působení fyziologického sucha.